# Аджар Абулфазл
Аджар Абулфазл (нар. 11 листопада 1993, Кабул, Афганістан) — афганська лікарка, колишній капітан жіночої збірної Афганістану з футболу та колишній делегат Молодіжної асамблеї ООН.

## Життєпис
Абулфазл народилася в Кабулі й розпочала займатися футболом у віці 12 років. Ще під час навчання в школі приєдналася до жіночої футбольної команди. Вона стала капітаном жіночої збірної Афганістану з футболу і грала за неї майже десять років, з травня 2009 року по січень 2017 року. У 2010 та 2012 році в складі національної команди брала участь у Чемпіонаті федерації футболу Південної Азії. Грала в півзахисті, також займала посаду голови жіночого комітету Федерації футболу Афганістану (2012-2014).
У 2016 році стала делегаткою Афганістану на Зимовій молодіжній асамблеї ООН. У липні 2017 року вона отримала нагороду «Відважне використання спорту» за особисту хоробрість перед обличчям біди. Тренувала дівочу збірну Афганістану з футболу (WU-17).
Відчувала підтримку батьків, коли вирішила стати спортсменкою, але інші члени її родини не це рішення не схвалили. Вона носила хіджаб під час своїх футбольних матчів, щоб показати афганським дівчатам та їхнім батькам, що спортивні досягнення не є несумісними з повагою до релігії та культури. Використовувала футбол для розширення можливостей жінок в Афганістані.
Абульфазл навчалася в Університеті Хатам-Аль-Набієн, де здобула медичний ступінь у 2017 році.